# Colpotrochia balajensis
Colpotrochia balajensis là một loài tò vò trong họ Ichneumonidae.